# Lisa Noja
Pour les articles homonymes, voir Noja.
Lisa Noja, née le 15 mars 1974 à Palerme (Italie), est une avocate et femme politique italienne.

## Biographie
Lisa Noja naît le 15 mars 1974 à Palerme.
Elle est élue députée lors des élections générales de 2018.